# Ласковский, Казимеж
Казимеж Ласковский (пол. Kazimierz Laskowski, 7 ноября 1899 — 20 октября 1961) — польский спортсмен и военный, призёр Олимпийских игр и чемпионатов мира.

## Биография
Родился в 1899 году в Троицке (Российская империя), куда его отец был сослан по обвинению в соучастии убийства царя Александра II. В 1911 году переехал с семьёй в Витебск, в 1914 году — в Варшаву.
После образования независимой Польши вступил в Войско Польское, участвовал в советско-польской войне, был награждён Крестом Храбрых. В межвоенный период был инструктором по физподготовке, преподавал бокс, фехтование и рукопашный бой. В 1928 году стал обладателем бронзовой медали Олимпийских игр в Амстердаме в командном первенстве по фехтованию на саблях. В 1930 году завоевал в этой же дисциплине бронзовую медаль Международного первенства по фехтованию в Льеже (в 1937 году Международная федерация фехтования задним числом признала все проходившие ранее Международные первенства по фехтованию чемпионатами мира).
После начала Второй мировой войны сражался в составе армии «Пруссы», 27 сентября 1939 года попал в немецкий плен. Содержался в лагере для военнопленных под Вольденбергом, где тайно обучал других военнопленных рукопашному бою. В конце войны лагеря были эвакуированы подальше от наступающих советских войск, поэтому из плена он был освобождён 2 мая 1945 года американцами.
В 1945—1946 годах был комендантом располагавшегося в британской зоне оккупации Германии лагеря «OXFORD CAMP», в котором содержались перемещённые лица из Эстонии, Латвии и Литвы. С 1946 года работал в составе Польской военной миссии при консульстве Польши в Берлине. Был представителем Польши в Объединённом исполнительном комитете по репатриации при Контрольном совете. В 1948 году вернулся на родину, где продолжил тренерско-преподавательскую работу.